# Castello di sabbia (singolo)
Castello di sabbia è un singolo del cantautore e rapper italiano LDA, pubblicato l'8 settembre 2023.

## Descrizione
Il brano fa parte della colonna sonora della serie televisiva italiana prodotta da Netflix Di4ri. In merito al brano il cantautore ha raccontato:

## Video musicale
Il video musicale è stato pubblicato in concomitanza all'uscita del brano attraverso il canale YouTube di Netflix Italia.

## Tracce
Testi di Luca D'Alessio, Filadelfo Castro, Simona Ercolani e Alessandro Mancuso, musiche di Filadelfo Castro, Simona Ercolani, Stefano Paviani e Alessandro Mancuso.
1. Castello di sabbia (Main Theme from the Netflix Series "DI4RI") – 3:04